# Ирландско-хорватские отношения
Ирландско-хорватские отношения — двусторонние дипломатические отношения между Ирландией и Хорватией.

## История
15 января 1992 года Ирландия признала Хорватию независимым государством от Социалистической Федеративной Республики Югославия. Дипломатические отношения между Ирландией и Хорватией были установлены 27 января 1995 года. Между странами сложились дружественные отношения, в которых нет серьезных проблем. Ирландия оказала решительную поддержку хорватской заявке на вступление в Европейский союз (ЕС). В первой половине 2004 года Ирландия председательствовала в Совете Европейского союза и Хорватия получила положительный ответ на присвоение статуса кандидата на вступление в ЕС. В июне 2003 года премьер-министр Хорватии Ивица Рачан осуществил государственный визит в Ирландию, в ходе которого провел встречу с премьер-министром Ирландии Патриком Бартоломью Ахерном, спикером палаты представителей Ирландии Рори О’Хэнлоном и спикером сената Ирландии Рори Кили.
В ноябре 2005 года Патрик Бартоломью Ахерн посетил Хорватию, в ходе официального визита провел встречу с президентом Хорватии Степаном Месичем, премьер-министром Иво Санадером, спикером хорватского сабора Владимиром Шексом и другими официальными лицами. Патрик Бартоломью Ахерн высказал поддержку вступлению Хорватии в ЕС и описал отношения между странами как очень сердечные и дружелюбные. Премьер-министры обеих стран подчеркнули важность более глубокого экономического, культурного и научного сотрудничества между государствами. Премьер-министр Иво Санадер заявил, что Хорватия переняла ирландский опыт в процедуре регистрации компаний и открытию торговых предприятий.
В июне 2013 года президент Ирландии Майкл Хиггинс посетил Хорватию с официальным государственным визитом, став первым ирландским президентом посетившим эту страну. Во время своего визита Майкл Хиггинс провел встречу с президентом Хорватии Иво Йосиповичем и другими государственными служащими, а также прочитал лекцию в Загребском университете об ирландском опыте членства в Европейском союзе и будущем этого союза. 1 сентября 2016 года католическая Архиепархия Джяково-Осиек открыла хорватскую католическую миссию в Дублине c целью удовлетворения религиозных и духовных потребностей хорватских католиков в Ирландии. В настоящее время страны являются полноправными членами Европейского союза. С 2013 по 2017 год 14 552 гражданина Хорватии эмигрировали в Ирландию.
5 апреля 2017 года президент Хорватии Колинда Грабар-Китарович посетила с официальным визитом Ирландию, где провела встречу с президентом Майклом Хиггинсом, премьер-министром Эндой Кенни, мэром Дублина Бренданом Карром и другими политиками. Президент Колинда Грабар-Китарович приняла участие в традиционной церемонии посадки деревьев в Резиденции президента Ирландии, возложила венок в Садах Памяти и посетила Ирландский музей эмиграции
.

## Торговля
С 1993 по 2011 год ирландские бизнесмены вложили 139,3 миллиона евро в экономику Хорватии и заняли 18-е место среди ведущих инвесторов в эту страну. В 2010 году Хорватию посетили 28 933 ирландских туриста, а инвестиции Ирландии в экономику Хорватию составили сумму 70,4 млн евро. Хорватия экспортировала в Ирландию товаров на сумму 14,4 млн евро (в основном медицинские препараты и удобрения), а импортировала из Ирландии товаров на сумму 73,1 млн евро (в основном эфирные масла и парфюмерию, лекарства, машинное оборудование и различные химикаты). В 2012 году Хорватия экспортировала в Ирландию товары на сумму 13,3 млн. долларов США, а импортировала — на сумму 94,5 млн долларов США.
В 2013 году Хорватия вступила в ЕС и Ирландия стала одной из самых популярных стран для хорватских мигрантов. 16 июня 2015 года Радио и телевидение Хорватии выпустило в эфир документальный фильм о хорватских эмигрантах в Ирландии под названием «Наша прекрасная Ирландия — обетованная земля для хорватского народа» (Lijepa naša Irska — obećana za hrvatske građane). В 2015 году и январе 2016 года 5500 хорватов переехали жить в Ирландию, в основном в Дублин, Корк, Лимерик и Голуэй.

## Дипломатические представительства
- Ирландия имеет посольство в Загребе[2].
- У Хорватии имеется посольство в Дублине[1].